# Rosa Dorothea Ritter
Rosa Dorothea Ritter (29 de juliol de 1759 - 13 de gener de 1833), també era anomenada Rosette Ritter, va ser baronessa de Lindenthal després de 1783, fou una dona alemanya que va ser la segona amant de Guillem I, de Hesse-Kessel des de 1779 fins a 1788. Era avantpassat dels barons de Haynau.

## Biografia
Rosa fou filla de l'apotecari Johann Georg Ritter i de la seva muller Maria Magdalena Witz. Va substituir Charlotte Christine Buissine .
Guillem I de Helles-Kessel va comprar a Rosa Dorothea Ritter una propietat a Hanau i una finca rural al Rheingau i la va fer ennoblir per l'emperador del Sacre Germànic a Viena . El 17 de març de 1783, l'emperador els va elevar a la noblesa de l'Imperi amb el Privilegium Denominandi . Guillem va donar a Rosa Dorothea Ritter la finca Lindenthal prop de Wiesbaden, després de la qual cosa es va anomenar Freifrau von Lindenthal .

## Descendència
Amb Guillem I, elector de Hesse, va tenir vuit fills, set dels quals van viure fins a l'edat adulta:
- Wilhelm Karl von Haynau (24 de desembre de 1779 - 21 de gener de 1856)
- George Wilhelm von Haynau (27 de febrer de 1781 - febrer de 1813)
- Philipp Ludway von Haynau (18 de maig de 1782 - 5 de juny de 1843)
- Wilhelmine von Haynau (20 de juliol de 1783 - 27 de maig de 1866)
- Moritz von Haynau (4 de juliol de 1784 - 9 de setembre de 1812)
- Marie Sophie von Haynau (11 de setembre de 1785 - 21 d'abril de 1865)
- Julius Jacob von Haynau (14 d'octubre de 1786 - 14 de març de 1853)
- Otto von Haynau (12 de juny de 1788 - abans del 24 de maig de 1792), va morir quan encara era un infant.

Tots els nens que varen sobreviure varen ser legitimats el 10 de març de 1800 i es varen convertir en barons de Haynau.
El 1788, Guillem va acusar hipòcritament d'infidelitat a Rosa Dorothea Ritter, que havia estat constantment embarassada dels seus fills durant la major part de l'última dècada, i la va expulsar al castell de Babenhausen. La va substituir com a amant per Karoline von Schlotheim . Allà, el 13 de febrer de 1794, Rosa es va casar amb el seu tutor, Johann Georg Kleinhans (m. 17 de febrer de 1835), que més tard esdevingué conseller del Gran Ducat de Hesse, i així fou alliberat. Es diu que els descendents d'aquest matrimoni viuen als Estats Units.